# فرنسيس داي (رسام)
فرنسيس داي (بالإنجليزية: Francis Day)‏ هو رسام وفنان أمريكي، ولد في 12 أغسطس 1863، وتوفي في 1942.